# Markus Büchel
Markus Büchel (ur. 14 maja 1959 w Eschen, zm. 9 lipca 2013 w Ruggell) – liechtensteiński polityk i prawnik, działacz Postępowej Partii Obywatelskiej, w 1993 premier Liechtensteinu.

## Życiorys
Kształcił się w rodzinnej miejscowości, po czym odbył praktykę w zawodzie handlowca. W 1981 ukończył szkołę średnią dla dorosłych, następnie do 1986 studiował prawo na Uniwersytecie w Bernie oraz na Uniwersytecie Ludwika i Maksymiliana w Monachium. Pracował jako urzędnik w Amt für Volkswirtschaft.
Działacz Postępowej Partii Obywatelskiej. Jego partia zwyciężyła w wyborach parlamentarnych w lutym 1993. 26 maja 1993 Markus Büchel został nowym premierem, objął także stanowisko ministra spraw zagranicznych. We wrześniu 1993 Landtag przegłosował wobec niego wotum nieufności, co doprowadziło do przedterminowych wyborów w październiku 1993. Markus Büchel zakończył urzędowanie 15 grudnia 1993.
W 1997 podjął prywatną praktykę prawniczą. W 2005 został konsulem honorowym Rosji w Liechtensteinie.